# Cyrtolabulus eremicus
Cyrtolabulus eremicus är en stekelart som först beskrevs av Giordani Soika 1952.  Cyrtolabulus eremicus ingår i släktet Cyrtolabulus och familjen Eumenidae. Inga underarter finns listade i Catalogue of Life.